# Helles bock
Helles bock ou Maibock é um estilo de cerveja lager. Pode ser considerada tanto como uma versão clara 
de uma  traditional bock, ou como uma Munich Helles produzida de uma bock.  É um desenvolvimento relativamente recente em comparação com outros estilos de cervejas bock, freqüentemente associados com a primavera e o mês de maio. A cor pode variar de ouro profundo à luz âmbar com um grande, cremoso, persistente colarinho branco, de moderada a moderadamente alta carbonatação, enquanto o teor de álcool varia de 6,3% a 7,4% em volume. O sabor é tipicamente menos maltado do que uma bock tradicional, e pode ser mais seca, mais lupulada, e mais amarga, mas ainda com um sabor de lúpulo relativamente baixa, com uma qualidade leve picante ou apimentada do lúpulo. Os seguintes produtos comerciais são indicativos do estilo: Ayinger Maibock, Mahr’s Bock,
Hacker-Pschorr Hubertus Bock, Capital Maibock, Einbecker MaiUrbock, Hofbräu Maibock, Victory St. Boisterous,  Gordon Biersch 
Blonde Bock, Smuttynose Maibock.